# Ragda pattice

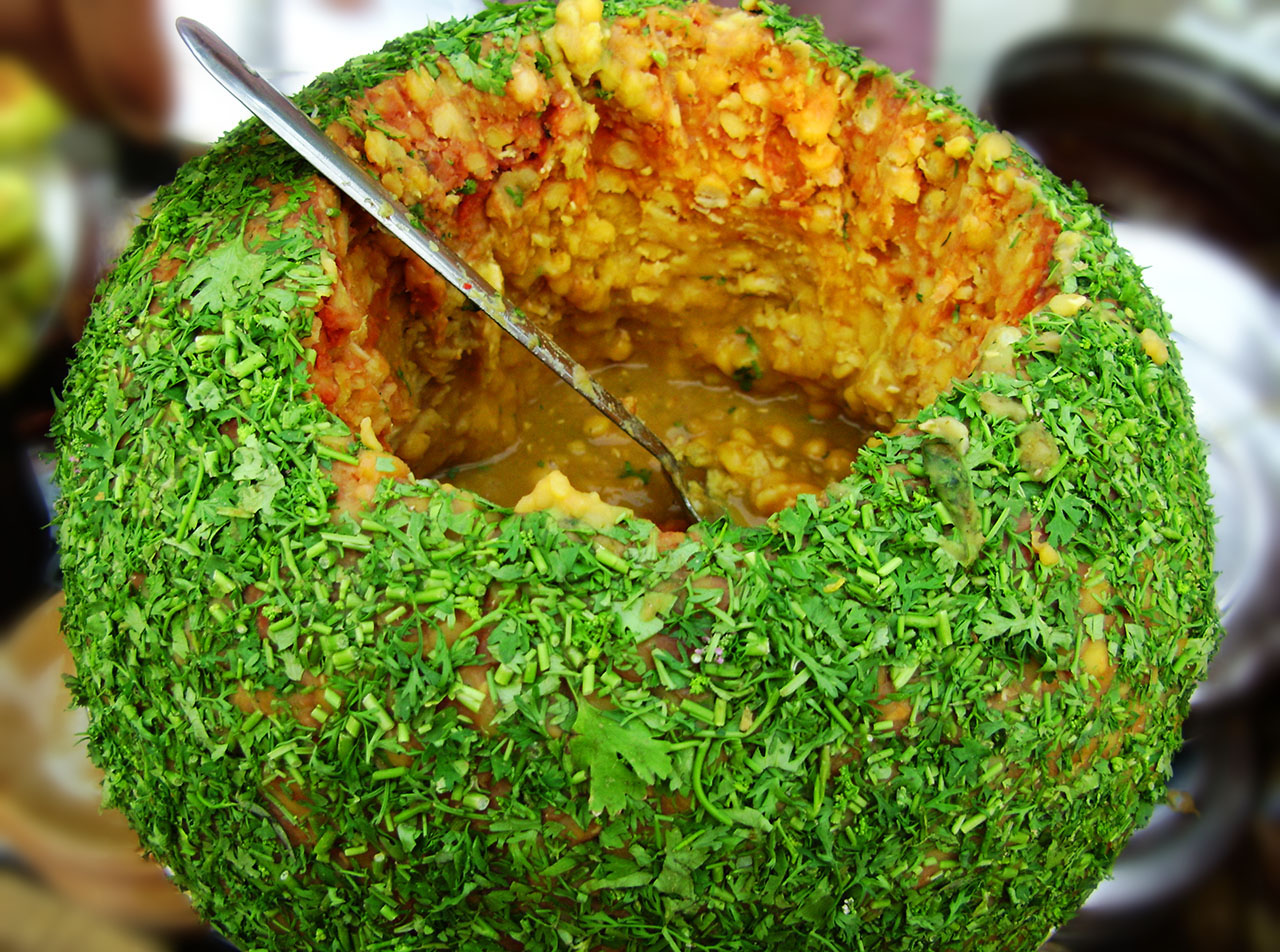
Ragda en un panipuri.

El ragda pattice es un popular aperitivo o comida rápida de la India frecuente en Bombay, encontrándose habitualmente en tiendas o puestos que venden chaats como bhelpuri o panipuri. El plato consiste en dos partes: el ragda, una sopa de garbanzos amarillos secos, y el pattice, una especie de pastel de patata.
El ragda se prepara remojando garbanzos blancos en agua toda la noche para ablandarlos y facilitar su cocción. Tras unas 8 horas se les tira el agua, cociéndolos a presión junto a condimentos como el haldi (cúrcuma en polvo) y sal hasta que quedan blando. Entonces se machacan y se fríen con cebolla para obtener la ragda. A este estofado se añaden porciones de patata cocida. El plato consta de dos o tres de estos pasteles cubiertos con ragda como salsa y guarnecidos con cebolla picada fina, hoja de cilantro, chutney picante y salsa dulce.